# Arleško kraljestvo
Arleško kraljestvo, Kraljevina Arelat, Kraljevina Burgundija (druga) so nazivi za zgodovinsko državo, ki se je od konca 9. do 14. stoletja nahajala na območju današnje jugovzhodne Francije in zahodne Švice.
Ob pešanju centralne oblasti v Frankovskem cesarstvu je leta 880 v porečju Rone in v Provansi najprej nastala neodvisna kraljevina Spodnja Burgundija in kmalu za tem (888) na območju zahodne Švice in porečja Saone neodvisna kraljevina Zgornja Burgundija. Leta 933 je kralj Rudolf II. združil obe kraljevini v Kraljevino Burgundijo, ki jo po prestolnici v Arlesu imenujemo tudi Arleško kraljestvo ali kraljevina Arelat. Po izumrtji njene dinastije (Rudolfini) je kraljestvo prišlo pod Sveto rimsko cesarstvo, vsakokratni cesar pa je bil tudi burgundski kralj. V imenu cesarja je kraljevino vodil rektorat za Burgundijo; njegova oblast je vse boj slabela in prehajala na posamične grofije, ki so bile vse bolj odvisne od Francije.
Spodnja Burgundija je obsegala porečje Rone od Ženevskega jezera do Sredozemskega morja, vključno s Savojo in Provanso. Zgornja Burgundija se je raztezala na ozemlju današnje zahodne in delno osrednje Švice do Basla, doline Aoste in porečja Saone (kasnejša Svobodna grofija Burgundija).
(V istem času kot Spodnja Burgundija je približno na območju kasnejše francoske regije Burgundije nastala še ena Burgundija,  Vojvodina Burgundija, ki so jo kasneje prevzeli vladarji iz francoske dinastije Kapetingov in ki ni predmet tega članka.)

## Karolinške delitve ozemlja
Po frankovskem običaju so vladarji delili svojo posest na sinove, če teh ni bilo, pa so jo zapuščali najbližjim moškim sorodnikom. Veliko so se tudi bojevali med seboj. S tem je njihova centralna oblast slabela.
Kraljevini Spodnja in Zgornja Burgundija sta nastali na ozemlju nekdanjega srednjega frankovskega kraljestva, vladavine cesarja Lotarja I. (regnum Lotharii). Pred smrtjo je Lotar I. svoje ozemlje razdelil med sinove Ludvika II. (†875), Lotarja II. (†869) in Karla (†863). Po Karlovi smrti je njegova Provansa pripadla bratoma.
Po smrti lotarinškega kralja Lotarja II. (869) sta si s pogodbo v Mersenu (870) njegova strica razdelila njegov del burgundskega ozemlja tako, da je vzhodnofrankovski kralj Ludvik Nemški dobil transjurski del (vzhodno od Švicarske Jure, ozemlje kasnejše Zgornje Burgundije), zahodnofrankovski kralj Karel II. Plešasti pa cisjurski del (dolino Rone). Po smrti italijanskega kralja Ludvika II. (875) je pripadlo Karlu II. Plešastemu še Ludvikovo burgundsko ozemlje, tako da je dobil pod svojo oblast celotno ozemlje kasnejše Spodnje Burgundije. A že leta 877 je umrl tudi Karel Plešasti.

## Kraljevina Spodnja Burgundija (od leta 880)
V neposredni bližini Karlovega dvora se je hitro vzpenjal Boso, sin lotarinškega grofa. Kralj Karel se je leta 870 poročil z njegovo sestro Rihildo in Bosa postavil za grofa v Vienni in Lyonu. Boso je za kralja upravljal pomembne državne službe. Leta 875 ga je spremljal v Rim na kronanje za cesarja. Karel ga je imenoval za vojvodo in namestnika v Italiji. Boso se je poročil s hčerko italijanskega kralja Ludvika II. (†875), Irmengardo. Po Karlovi smrti (877) je služil njegovemu sinu in nasledniku na francoskem prestolu, Ludviku II. Jecljajočemu. Pridobil si je naklonjenost papeža Janeza VIII., ki ga je celo posvojil.
Po smrti Ludvika Jecljajočega (†879), ko so se kresala mnenja, ali naj kraljestvo nasledi Ludvikov starejši sin Ludvik III. (†882) ali pa naj se kraljestvo razdeli med njim in drugim sinom Karlmanom (†884), je Boso izkoristil zmedo. Na prigovarjanje svoje žene in ob pomoči papeža se je na sinodi škofov in dela plemičev s porečij Rone in Saone (10. oktobra 879) pustil izvoliti za kralja Spodnje Burgundije (vključno s Provanso). To, tako rekoč uzurpatorsko dejanje je še enkrat združilo karolinške vladarje. Ludvik III., Karlman in vzhodnofrankovski kralj Karel III. Debeli (ki je po smrti svojega očeta Ludvika II. Nemškega vladal v sosednji Alemaniji) so začeli oblegati Vienno in jo v drugem poskusu naslednje leto tudi zavzeli. A svojega namena vendarle niso dosegli. Boso je sicer izgubil severovzhodni del svojega kraljestva (Valais, Aosta in Savoja), lahko pa je obdržal ostalo ozemlje vzhodno od Rone med Ženevskim jezerom in morjem.
Novo, od frankovske države neodvisno kraljevino, ki je obsegala ozemlje vzhodno od Rone in južno od Ženevskega jezera imenujejo tudi Cisjursko burgundsko kraljestvo ali Kraljevina Provansa. Vključevalo je cerkvene province Arles, Aix,  Vienne, Lyon (brez Langresa) in morda Besançon ter diocize Tarentaise, Uzès in Viviers.
Bosa je nasledil njegov mladoletni sin Ludvik Slepi (†928). Po očetovi smrti (887) se je skupaj s svojo materjo Irmengardo poklonil Karlu III. Debelemu, tedaj že cesarju, in od njega dobil v fevd očetovo dediščino; priznal mu jo je tudi Karlov naslednik Arnulf Koroški. Ludvik je leta 899 postal kralj v Italiji, leta 901 pa ga je papež Benedikt IV. kronal za cesarja. Leta 905 ga je premagal Berengar iz Furlanije in ga dal oslepiti. Slepi kralj je za regenta Spodnje Burgundije izbral provansalskega grofa Huga (†947), ki je leta 924 postal kralj Spodnje Burgundije in leta 926 italijanski kralj.

## Kraljevina Zgornja Burgundija (od leta 888)
Splet okoliščin in pravil dedovanja je leta 884 pripeljal na položaj cesarja vsega (ponovno združenega) Frankovskega cesarstva Karla III. Debelega (†888), najmlajšega sina Ludvika Nemškega. A pokazal se je nedoraslega novemu položaju in je moral leta 887 odstopiti. Oblast v zahodnem delu cesarstva je prevzel pariški grof Odo, oblast na vzhodnem delu pa Arnulf Koroški. 
Zmedo in nemoč centralne oblasti je izkoristil Rudolf, sin Konrada II., transjurskega mejnega grofa iz starejše rodbine Welfov, in se dal januarja 888 v opatiji Saint-Maurice (danes v švicarskem kantonu Valais) proglasiti za kralja. Njegov cilj je bil, obnoviti vladavino leta 869 umrlega lotarinškega kralja Lotarja II. (ki je bil njegov oddaljeni bratranec). Prodrl je do Toula, kjer ga je mazilil tamkajšnji škof. A nasprotoval mu je novi vzhodnofrankovski kralj Arnulf Koroški. Rudolf je na obisku pri kralju v Regensburgu dobil priznano svojo matično grofijo. Dodatno je dobil še grofije na drugi strani Saone. Za svojega kanclerja je izbral nadškofa iz Besançona. Po Arnulfovi smrti je zavzel Basel in kot Rudolf I. (†912). uvrstil svojo majhno kraljevino Zgornjo Burgundijo med neodvisne naslednice Frankovskega cesarstva.
Rudolfov sin in naslednik Rudolf II. (vladal 912–937) je izkoristil neurejene razmere v sosednji Alemaniji. V letih 912-19 je osvojil Aargau in Basel. Burhard II., vojvoda pravkar ustanovljene vojvodine Švabske, ga je ustavil šele v bitki pri Winterthuru (919), ko je skušal svojo oblast razširiti še na Thurgau. Rudolf II. in Burhard II. sta se kasneje pobotali zaradi skupnih interesov v Italiji; Rudolf II. se je leta 922 poročil z Berto, eno od hčera Burharda II. Mejo med Zgornjo Burgundijo in Švabsko sta potegnila na črti Huttwil-Aarwangen-Basel. 
Rudolf II. se je potem obrnil proti Italiji; opozicija proti italijanskemu kralju Berengarju I. ga je poklicala na pomoč. Leta 923 je Rudolf v bitki pri Fiorenzuola d’Arda (v pokraljini Piacenzi) premagal Berengarja I. in postal italijanski kralj. A že leta 926 se je italijansko plemstvo obrnilo proti njemu in zaprosilo za pomoč Huga Provansalskega. Rudolfov tast, Burhard II. Švabski, je zetu priskočil na pomoč, a ga je v Novari ubil plačanec milanskega škofa Lamberta. Rudolf II. se je tedaj umaknil iz Italije in iskal oporo pri vzhodnofrankovskemu kralju Henriku I., kateremu je novembra 926 v Wormsu predal konico svete sulice, ki jo je dobil v Italiji. Vzpostavil je tudi sorodstveno vez z Otoni. Leta 933 se je odpovedal zahtevi po italijanskem kraljevem prestolu, Hugo pa mu je v zameno prepustil Spodnjo Burgundijo.

## Združitev Spodnje iz Zgornje Burgundije (933)
Od leta 933 sta bili torej Zgornja in Spodnja Burgundija združeni v Kraljevino Burgundijo. Rudolf II. (†937) je imel naslednika v pravkar rojenem sinu Konradu, nekoliko starejšo hčer Adelajdo pa je obljubil za ženo sinu italijanskega kralja Huga I., Lotarju. Leta 935 je sklenil prijateljsko pogodbo z nemškim kraljem Henrikom I.
Toda po Rudolfovi smrti, julija 937, si je Hugo skušal prilastiti Burgundijo, kar pa mu je preprečil nemški kralj Oton I. (ki je leto prej nasledil očeta Henrika I.); pred prispetjem Huga v burgundsko rezidenco, decembra 937, je dal mladoletnega Rudolfovega sina Konrada prepeljati na svoj saški dvor in mu tako zagotovil dedovanje kraljestva. Hugo se je poročil z Rudolfovo vdovo Berto; njen sin Konrad je tako postal Hugov pastorek.
Leta 947 se je Adelajda poročila s Hugovim sinom Lotarjem. Ta je po očetovi smrti (948) postal italijanski kralj, a je že 22. novembra 950 umrl, domnevno zastrupljen po naročilu njegovega tekmeca, Berengarja iz Ivreje. Ta se je po Lotarjevi smrti oklical za italijanskega kralja in skušal prisiliti Adelajdo v poroko s svojim sinom Adalbertom. Ker je Adelajda poroko zavrnila, jo je Berengar aprila 951 zaprl v grad ob Gardskem jezeru. Grof Adalberto Atto di Canossa ji je avgusta pomagal pobegniti v Canosso, kjer jo je oblegala Berengarjeva vojska.
A še ne dvajsetletna Adelajda ni bila le vdova po italijanskem kralju, ampak tudi nečakinja Ide Švabske, soproge Liudolfa, sina cesarja Otona I. Cesar, od leta 946 vdovec, je tako imel povod in interes, da posreduje. Septembra 951 se je z vojsko napotil v Italijo. Adelajdo je rešil iz njenega pribežališča na gradu v Canossi in se oktobra 951 v Paviji z njo poročil. Zavzel je Italijo in Konradu, sedaj svojemu svaku, uveljavil oblast v kraljevini Burgundiji.
Konrad I. ali III. (odvisno od štetja, †993) je rasel na saškem dvoru. V Burgundij so v času odsotnosti vladarja med lokalnimi velikimi plemiči vzniknile medsebojne fajde. V deželo so vdirali Ogri in Saraceni, ki so ropali po burgundskem severu in leta 939 izropali tudi samostan Saint Maurice v spodnjem Valaisu.
Konrad se je kot vladar Burgundije lahko uveljavil šele po smrti italijanskega kralja Huga I. Ob veliki navezanosti na Otone in strateškem pomenu alpskih prelazov pri izvajanju njihove italijanske politike sta se obe Burgundiji začeli razvijati v celovito kraljevino Burgundijo. Konrad je v notranji politiki največ pozornosti posvečal Vienni, moral pa je prenašati vse večjo moč lokalnih veljakov, ki so se uveljavljali v obrambi pred Saraceni, ki so ropali na alpskih prelazih vse do leta 973.
Konrad se je poročil dvakrat; v prvem zakonu se mu je rodila hči Gizela, ki je kasneje postala žena bavarskega vojvode Henrika Prepirljivca; drugič (964) se je poročil z Matildo, nečakinjo cesarja Otona I., ki mu je rodila sina-naslednika, Rudolfa III.
Kralj Rudolf III. ( vladal 993-1032) je skušal brzdati plemiče, a mu je to delno uspevalo le v Zgornji Burgundiji, kjer se je opiral na episkopat. Tako kot oče je vzdrževal dobre odnose z Otonci in pogosto obiskoval cesarja Otona III. in kasneje Henrika II., katerega mati Gizela je bila njegova polsestra. Ko je Rudolf III. tudi po svojem drugem zakonu ostal brez otrok, ga je začela skrbeti usoda kraljestva po njegovi smrti. Dvakrat, leta 1016 v Strasbourgu in leta 1018 v kraljevi pfalci v Mainzu, je nečaku Henriku II. zagotovil nasledstvo svoje dežele, naletel pa je na nasprotovanje prebivalstva, tako da Henrik tudi z vdori v Burgundijo nasledstva ni mogel uveljaviti. Do Henrikovega naslednika na nemškem prestolu, Konrada II., je bil Rudolf sprva zadržan. A ga je novi kralj z zasedbo Basla (1025) prisili v pogajanja, ki so pripeljala do tega, da se je Rudolf udeležil Konradovega cesarskega kronanja v Rimu (1027) in mu kasneje na srečanju blizu Basla prepustil vse Henrikove dedne pravice.

## Cesarski Arelat (od leta 1032)
Po Rudolfovi smrti (1032) se je dal cesar Konrad II. 2. februarja 1033 v samostanu Payerne kronati za burgundskega kralja. Vendar se je moral še leta boriti z nasprotniki, za katerimi je stal Rudolfov nečak Odo II. (†1037) iz rodbine Blois-Champagne. Šele v času cesarja Henrika III. so se nehali upori burgundskega prebivalstva. Poleg Nemškega kraljestva in Cesarske Italije je Kraljevina Burgundija tvorila tretji del Svetega rimskega cesarstva, Cesarski Arelat. Vsakokratni cesar je bil tudi burgundski kralj. A cesarstvo na Burgundijo tradicionalno ni imelo velikega vpliva, delno le na njenem severu. Formalno jo je upravljal rektorat za Burgundijo Tekom 13. stoletja se je v burgundskem delu cesarstva vse bolj krepil francoski vpliv. 
Kronanje cesarja Karla IV. v Arlesu leta 1365 je bilo zadnje burgundsko kronanje, ki je bilo namenjeno predvsem poudarku, da Arelat pripada Svetemu rimskemu cesarstvu. Kmalu za tem je Karl opustil to politiko in na svojem obisku v Parizu, 7. januarja 1378, sam povečal francoski vpliv, ko je, v zameno za druge ugodnosti s strani Francozov, položaj cesarskega namestnika v Burgundiji prepustil  francoskemu prestolonasledniku.

## Ozemeljska delitev in konec kraljevine
V času Štaufovcev so od sredine 12. stoletja postale znotraj Burgundije praktično samostojne: grofija Vennaissin na območju Avignona, mejna grofija Provansa pod grofi iz Toulousa, in vladarsko območje Savojskih grofov. Ostala ozemlja Arelata je obvladoval cesarski rektorat, ki so ga vodili vojvode von Zähringen. V njihovem času so bila ustanovljena mnoga mesta (med njimi Bern). Škofije Basel, Sion, Lausanne in Ženeva so se postopoma osamosvojile.
Leta 1246 je grofija Provansa pripadla francoski dinastiji Anžujcev (Karlu I.) in bila s tem dejansko izločena iz kraljevine Burgundije. Po porazu Štaufovcev napram Anžujcem je leta 1268 tudi dolina vzhodno od Rone med mesti Valence in Avignon (danes departma Ardèche) postala francoska. Mesta Basel, Lausanne in Besançon so postala svobodna cesarska mesta.
Leta 1309 je na pritisk Francozov papež prenesel svoj sedež v Avignon. Leta 1349 je bila Daufineja dodeljena francoskemu prestolonasledniku.
Leta 1384 je dobil vojvoda francoske Vojvodine Burgundije, Filip Drzni, oblast nad Svobodno grofijo Burgundijo. S tem je bila ozemeljska enotnost Kraljevine Burgundije dokončno izgubljena. Iz združitve francoske Vojvodine Burgundije z nemško Svobodno grofijo Burgundijo je nastala [[Vojvodina Burgundija#Vladavina burgundskih vojvod iz rodbine Valoijskih (1363-1477)|nova vojvodina Burgundija]] pod oblastjo burgundske veje francoske dinastije Valoijskih.